# Dafni (1912)
Dafni (gr.: Δάφνη) – grecki torpedowiec z początku XX wieku, jedna z sześciu zbudowanych w Niemczech jednostek typu Egli. Okręt został zwodowany w 1912 roku w stoczni Vulcan w Szczecinie, a w 1913 roku wcielono go w skład marynarki wojennej. W latach 1916–1918 okręt służył pod banderą Marine nationale, obsadzony przez francuską załogę. Zwrócony Grecji po zakończeniu I wojny światowej, służył do 1926 roku, kiedy został skreślony z listy floty.

## Projekt i budowa
Sześć torpedowców typu Egli zostało zamówionych przez Królestwo Grecji w Niemczech w 1912 roku. „Dafni” zbudowany został w stoczni Vulcan w Szczecinie . Stępkę okrętu położono w 1912 roku i w tym samym roku został zwodowany .

## Dane taktyczno-techniczne
Okręt był torpedowcem o długości całkowitej 45 metrów, szerokości 5 metrów i zanurzeniu 1,2 metra. Wyporność normalna wynosiła 120 ton, a pełna 125 ton . Jednostka napędzana była przez pionową maszynę parową potrójnego rozprężania o mocy 2400 KM, do której parę dostarczały dwa kotły typu Marine . Prędkość maksymalna napędzanego jedną śrubą okrętu wynosiła 24 węzły . Zapas węgla wynosił 25 ton .
Na uzbrojenie artyleryjskie jednostki składały się dwa pojedyncze działa kalibru 57 mm Mark 3.7 L/45 produkcji zakładów Bethlehem Steel . Broń torpedową stanowiły trzy pojedyncze wyrzutnie kalibru 450 mm .
Załoga okrętu składała się z 20 oficerów, podoficerów i marynarzy .

## Służba
„Dafni” został wcielony w skład marynarki wojennej w 1913 roku . W grudniu 1916 roku „Dafni” został w Salonikach zajęty przez Francuzów i wcielony do Marine nationale . Jednostka była używana jako okręt patrolowy na wodach Morza Egejskiego. Torpedowiec powrócił pod grecką banderę w grudniu 1918 roku, po zakończeniu I wojny światowej . Okręt został wycofany ze służby w 1926 roku i sprzedany w roku 1931.